# こばやし将
こばやし 将（こばやし すすむ）は、日本の漫画家。男性。代表作は『わんぱっくコミック』（徳間書店）に連載されていたゲームのコミカライズ漫画「夢幻戦士ヴァリス」「デットゾーン」など。

## 作品リスト
- 夢幻戦士ヴァリス（わんぱっくコミック、徳間書店、全1巻）
- デットゾーン（わんぱっくコミック、徳間書店、全1巻）

ほか、『わんぱっくコミック』の「必勝テクニック完ペキ版」等のゲームアンソロジーにてゲームのコミカライズ漫画をいくつか執筆。